# Ocell de tempesta negre
L'ocell de tempesta negre (Oceanodroma melania) és un ocell marí de la família dels hidrobàtids (Hydrobatidae), d'hàbits pelàgics, que cria dins de caus, sota roques i a esquerdes d'illes properes a Califòrnia i Baixa Califòrnia. Es dispersa pel Pacífic fins a l'altura del Perú.